# Elecciones al Congreso de los Diputados de noviembre de 2019 (Toledo)
Las elecciones al Congreso de los Diputados de noviembre 2019 se celebraron en la provincia de Toledo el domingo 10 de noviembre, como parte de las elecciones generales convocadas por Real Decreto dispuesto el 4 de marzo de 2019 y publicado en el Boletín Oficial del Estado el día siguiente. Se eligieron los 6 diputados del Congreso correspondientes a la circunscripción electoral de Toledo, mediante un sistema proporcional (método d'Hondt) con listas cerradas y un umbral electoral del 10%.

## Resultados
Los comicios depararon 2 escaños al Partido Socialista Obrero Español al Partido Popular y a Vox
| Candidatura                                            | Candidatura                                            | Votos   | %                                       | Escaños                                 |
| ------------------------------------------------------ | ------------------------------------------------------ | ------- | --------------------------------------- | --------------------------------------- |
|                                                        | Partido Socialista Obrero Español (PSOE)               | 116 282 | 32,23                                   | 2                                       |
|                                                        | Partido Popular (PP)                                   | 94 378  | 26,16                                   | 2                                       |
|                                                        | Vox (Vox)                                              | 86 049  | 23,85                                   | 2                                       |
| Unidas Podemos (Podemos-IU-Equo)                       | Unidas Podemos (Podemos-IU-Equo)                       | 34 837  | 9,66                                    | 0                                       |
| Ciudadanos-Partido de la Ciudadanía (Cs)               | Ciudadanos-Partido de la Ciudadanía (Cs)               | 24 871  | 6,89                                    | 0                                       |
| Partido Animalista Contra el Maltrato Animal (PACMA)   | Partido Animalista Contra el Maltrato Animal (PACMA)   | 2680    | 0,74                                    | 0                                       |
| Por un Mundo más Justo (PUM+J)                         | Por un Mundo más Justo (PUM+J)                         | 661     | 0,18                                    | 0                                       |
| Recortes Cero-Grupo Verde (R0-GV)                      | Recortes Cero-Grupo Verde (R0-GV)                      | 556     | 0,15                                    | 0                                       |
| Partido Comunista de los Pueblos de España (PCPE)      | Partido Comunista de los Pueblos de España (PCPE)      | 282     | 0,08                                    | 0                                       |
| Partido Comunista de los Trabajadores de España (PCTE) | Partido Comunista de los Trabajadores de España (PCTE) | 217     | 0,06                                    | 0                                       |
| Votos válidos                                          | Votos válidos                                          | 360 813 | 100,00                                  | 6                                       |
| Votos nulos                                            | Votos nulos                                            | 5145    | Participación: · \| \| 70,11 % \| 8,25% | Participación: · \| \| 70,11 % \| 8,25% |
| Votantes                                               | Votantes                                               | 368 619 | Participación: · \| \| 70,11 % \| 8,25% | Participación: · \| \| 70,11 % \| 8,25% |
| Electores                                              | Electores                                              | 525 752 | Participación: · \| \| 70,11 % \| 8,25% | Participación: · \| \| 70,11 % \| 8,25% |
|                                                        | 70,11 %                                                |         |                                         |                                         |

## Diputados electos
Relación de diputados electos:
| N.º | Nombre                       | Lista | Lista |
| --- | ---------------------------- | ----- | ----- |
| 1   | Sergio Gutiérrez Prieto      |       | PSOE  |
| 2   | Vicente Tirado Ochoa         |       | PP    |
| 3   | Manuel Mariscal Zabala       |       | Vox   |
| 4   | Esther Padilla Ruiz          |       | PSOE  |
| 5   | Carmen Riolobos Regadera     |       | PP    |
| 6   | María Inés Cañizares Pacheco |       | Vox   |